# Menadione
Il menadione è un naftochinone, sintetizzabile sia naturalmente che artificialmente, che presenta un gruppo metilico in posizione 2. Analogo strutturale del 1,4-naftochinone (da cui differisce solo per la presenza del radicale in questione), il menadione svolge attività biologiche simili a quelle della vitamina K, tanto che viene spesso chiamato anche vitamina K3, nonostante si tratti anche più precisamente di una provitamina K2 in quanto precursore dei menachinoni. Questa molecola è liposolubile ed è dunque in grado di superare la barriera ematoencefalica, a differenza di altri derivati della vitamina K.

## Usi ed effetti collaterali
In passato in menadione era spesso utilizzato come integratore alimentare, ma nei paesi sviluppati se ne è abbandonato l'uso, dal momento che provocava diversi effetti collaterali, il più grave dei quali era l'anemia emolitica risultante dal favismo acquisito a causa della sua assunzione. La molecola provocò inoltre, in alcuni casi, gravi danni epatici e cerebrali in soggetti di età infantile che lo avevano assunto come integratore alimentare. La somministrazione del menadione sembra avere favorito anche alcuni casi di morte improvvisa del lattante.
Nonostante ciò, il menadione è ancora utilizzato come integratore vitaminico da persone di bassa estrazione economica nei paesi in via di sviluppo, nonché nell'alimentazione del bestiame in molti aree del mondo. A volte viene aggiunto alla dieta degli animali domestici anche nei paesi sviluppati. Il menadione è, peraltro, largamente utilizzato sugli esseri umani in Congo e in Guinea come surrogato del chinino, nell'ambito della medicina tradizionale.
Il menadione è oggetto di ricerca in ambito chemioterapico, nel quale se ne è studiata la combinazione con l'acido ascorbico nel trattamento del cancro alla prostata; un altro uso terapeutico riguarda le malattie della coagulazione sanguigna, dove può compensare le carenze di protrombina (il fattore II della cascata della coagulazione) e, dunque, i sanguinamenti incontrollati e le eventuali complicanze di essi. e per ridurre le carenze di protrombina (fattore II della coagulazione) e i rischi associati di sanguinamento.
Sembra che talvolta le infezioni da Staphylococcus aureus resistente agli antibiotici abbiano alla base un deficit nella produzione di menadione da parte dell'organismo.